# 科米斯基 (堪薩斯州)
科米斯基（英語：Comiskey）是位於美國堪薩斯州摩里斯縣的一個鬼鎮。

## 歷史
科米斯基的郵政局於1887年設立，直到1929年結束營運。該地於1910年時有28人。

## 地理
科米斯基所處的海拔為高於海平面386米（即1266英呎），而該地所採用的時區為UTC-6，即北美中部時區（CST）。同時該地設有夏令時間，為UTC-6調快一小時，即UTC-5（CDT）。